# Amata (novads)
Pour les articles homonymes, voir Amata.
Amata est un novads de Lettonie, situé dans la région de Vidzeme. Ce novads a été créé le 19 août 2000 par la fusion des paroisses d'Amata et de Drabeši. En 2009, les paroisses de Nītaure, Skujene et Zaube y ont été ajoutées. En 2010, sa population est de 6 369 habitants.

## Galerie

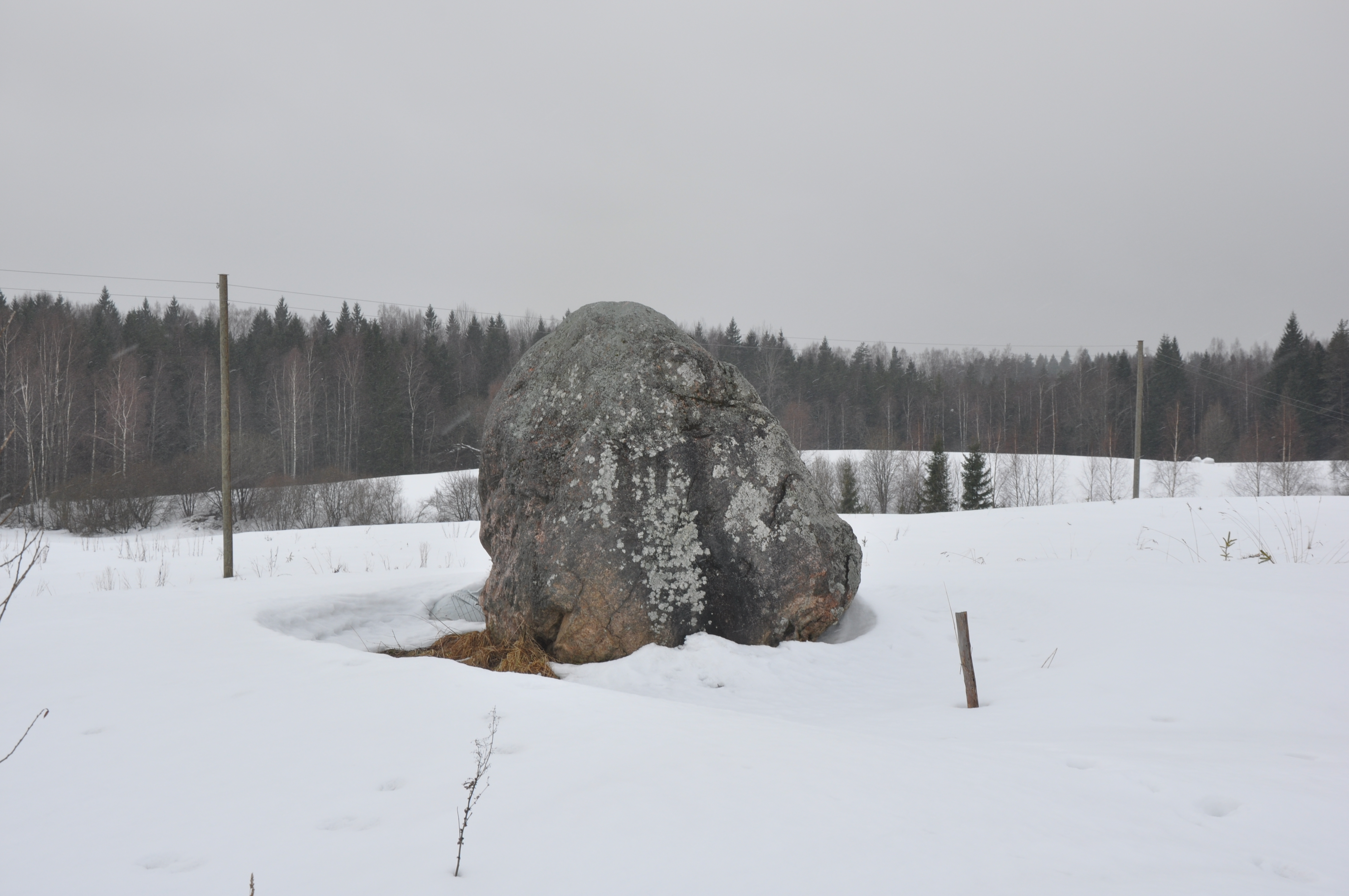
Annas, Nītaures pagasts, Amatas novads.
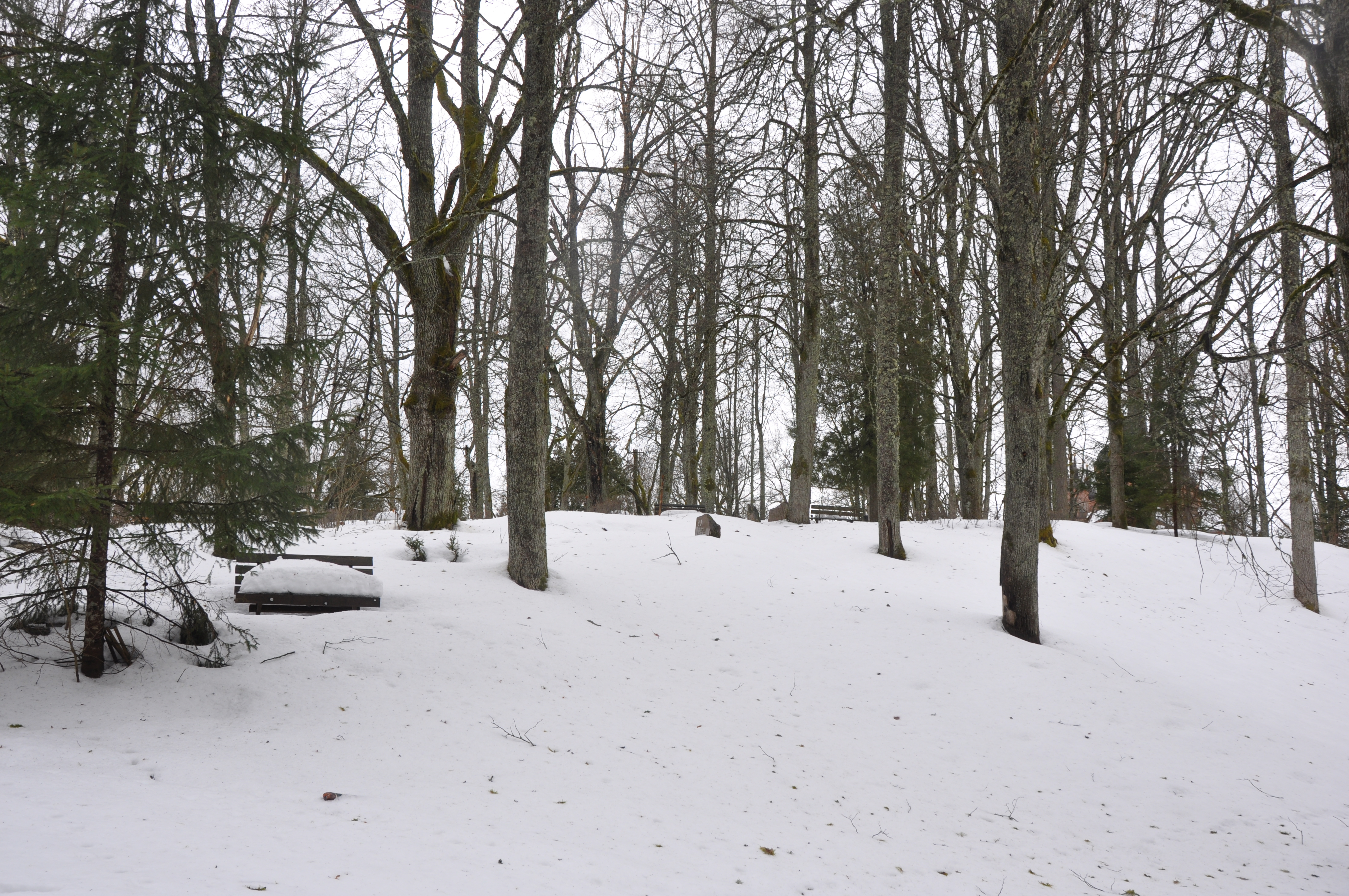
Cimetière orthodoxe à Nītaures pagasts, Amatas novads.
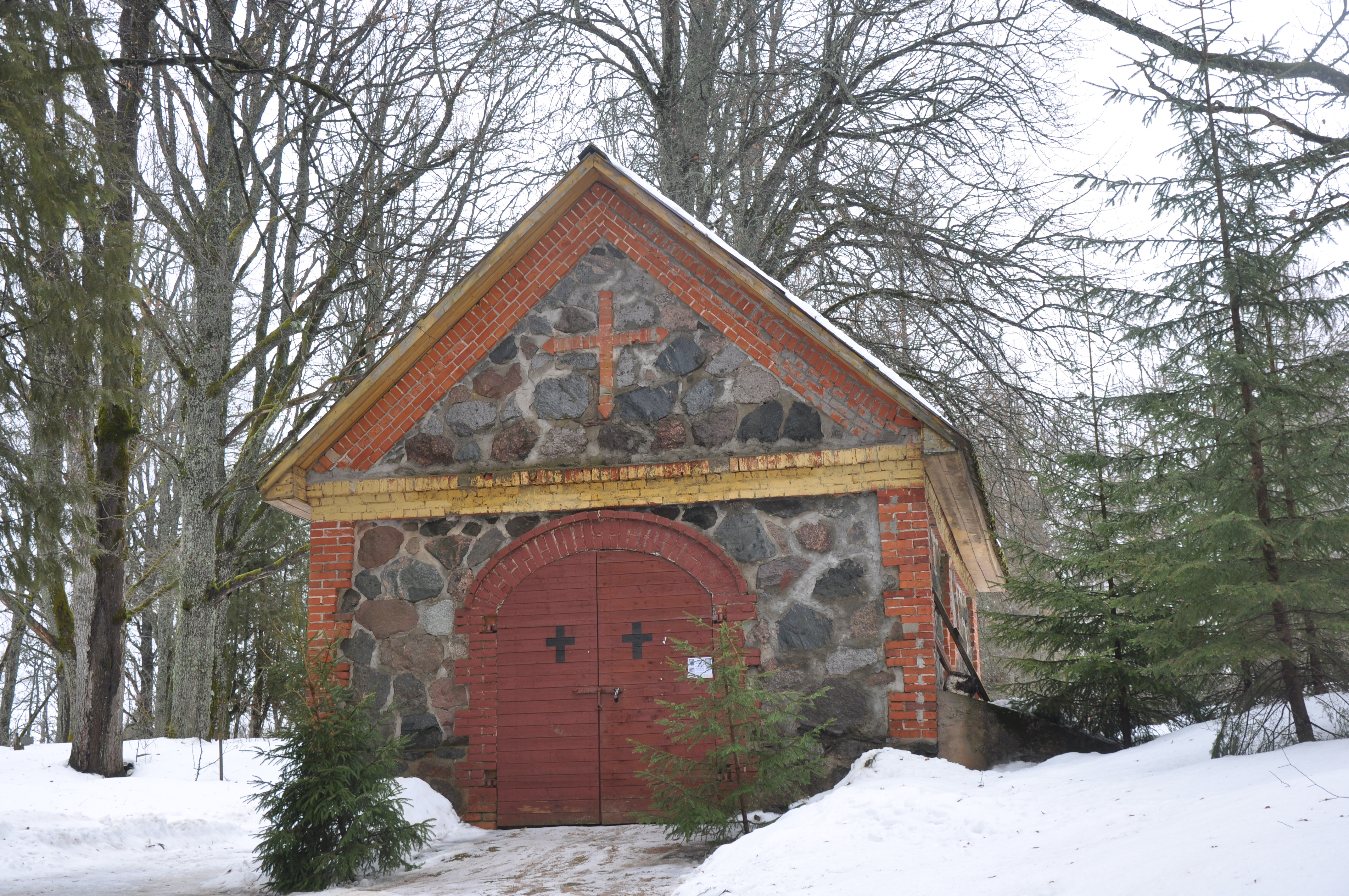
Chapelle de Krievkalns, Nītaures pagasts, Amatas novads.
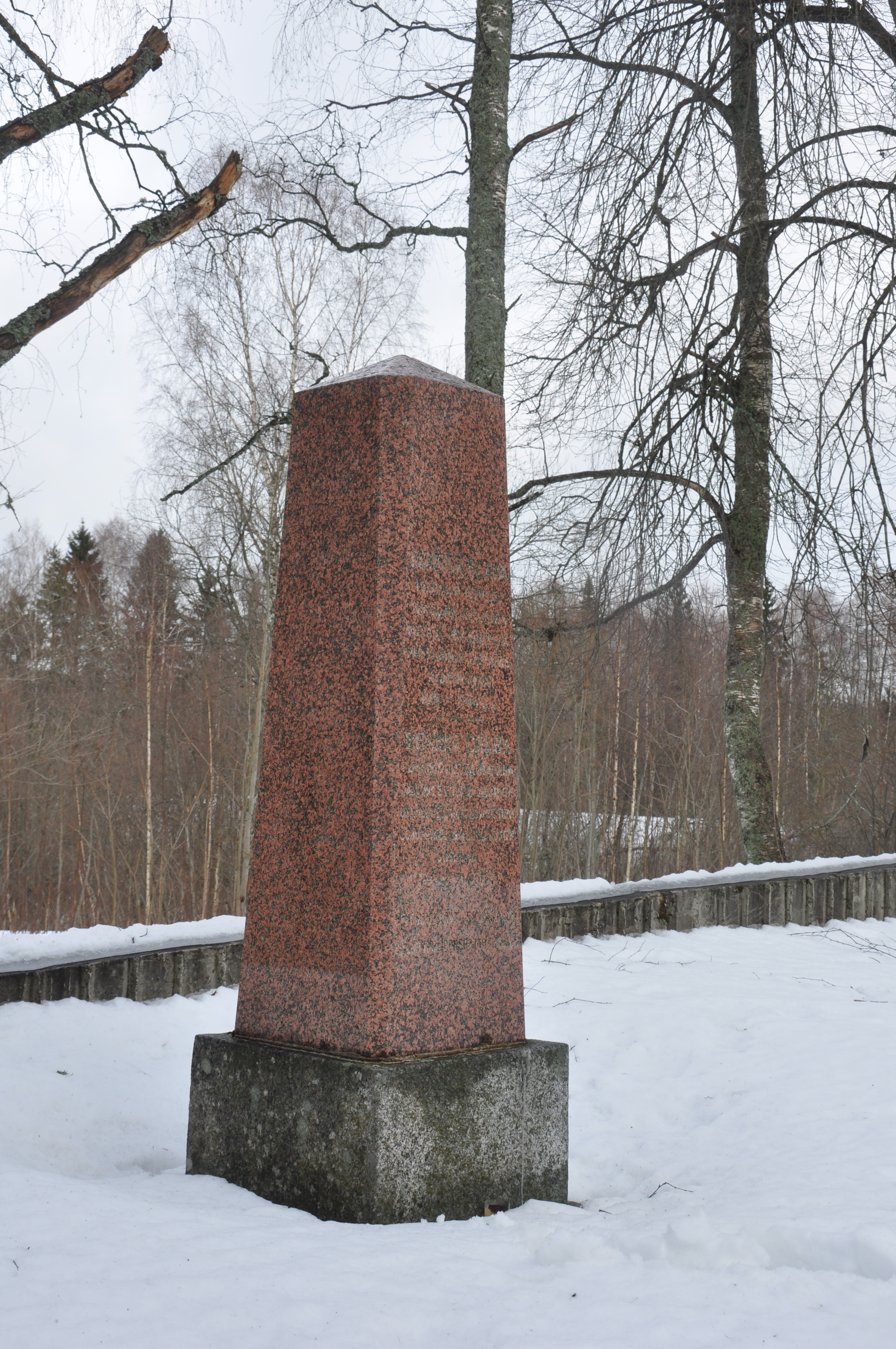
Cimetière de l'Armée rouge, Nītaures pagasts, Amatas novads.
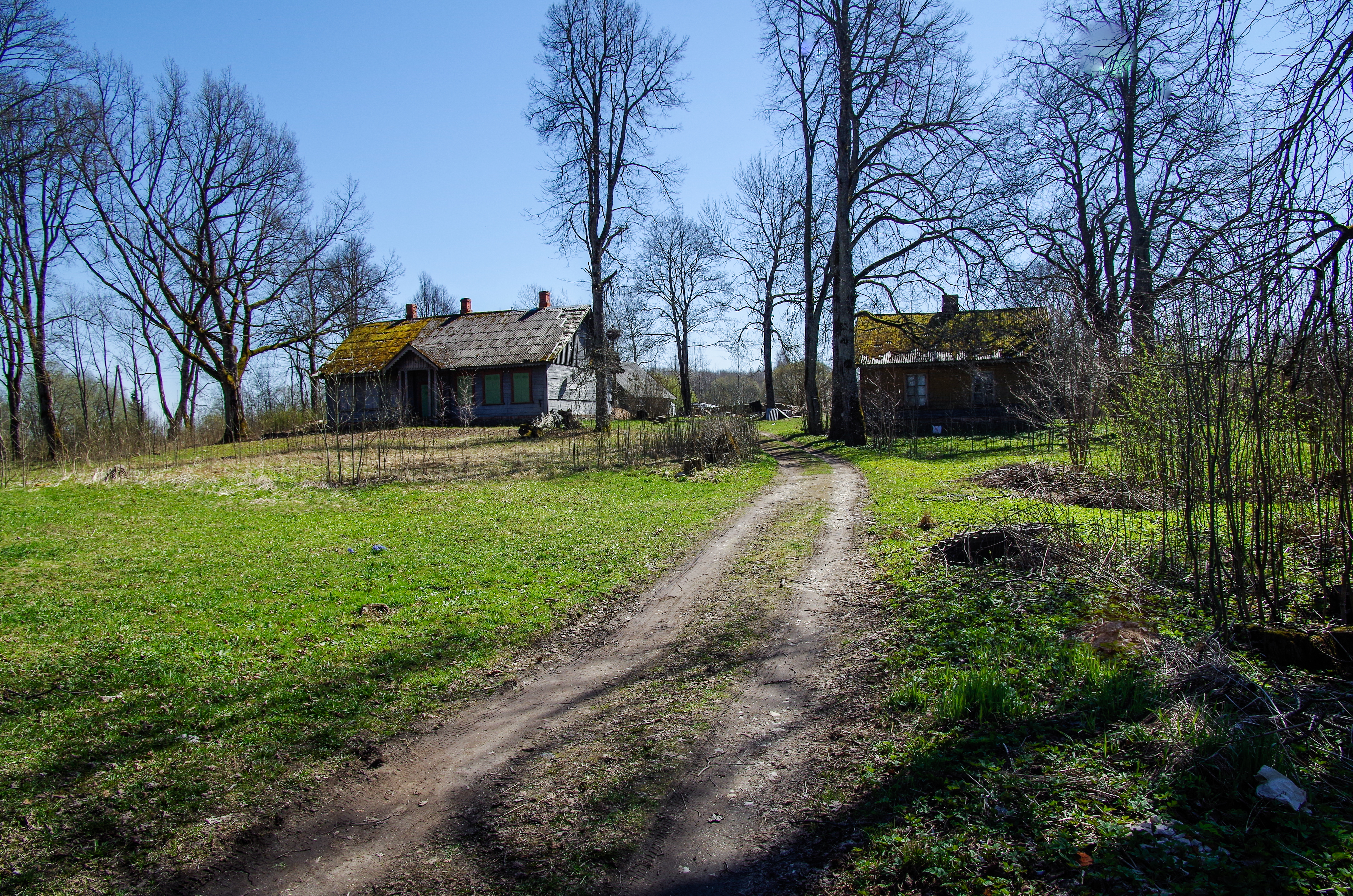
Skujene pagasts, Amatas novads.